# Les Audacieux
Pour plus de détails, voir Fiche technique et Distribution.
Les Audacieux (en russe : Смелые люди, Smelye liudi) est un film soviétique réalisé par Konstantin Youdine en 1950. Le film détient la première place par le nombre de spectateurs en 1950 (41,2 millions) en Union soviétique. Il est récompensé par un prix Staline,.

## Synopsis
L'URSS, années d'avant-guerre. Un jeune employé du haras, Vassili Govoroukhine entre en conflit avec son collègue Vadim Beletski, un entraîneur cruel, au sujet des qualités exceptionnelles d'un cheval prénommé Bouïan.
Lorsque la Grande Guerre patriotique éclate, la véritable nature de Beletski se révèle ; il s'agit en effet d'un espion allemand, et également d'un saboteur. 
Les employés du haras, qui se retrouvent sur un territoire occupé par les troupes allemandes, préparent et organisent un détachement de partisans soviétiques. Vassili Govoroukhine, inséparable de son cheval dévoué, Bouïan, fait preuve de courage et d'ingéniosité, permettant de démasquer l'espion ennemi et sauver les meilleurs chevaux du haras de l'exportation vers l'Allemagne.

## Fiche technique
- Titre : Les Audacieux
- Titre original : Смелые люди
- Réalisation : Konstantin Youdine
- Scénario : Nikolaï Erdman et Mikhaïl Volpine
- Photographie : Igor Gueleine
- Direction artistique : Guennadi Miasnikov, Mikhaïl Bogdanov
- Compositeur : Antonio Spadavecchia
- Son : Sergueï Minervine
- Montage : Lev Felonov
- Production : Mosfilm
- Pays : URSS
- Genre : film de guerre
- Langue : russe
- Durée : 95 minutes
- Sortie : 7 septembre 1950

## Distribution
- Sergueï Gourzo : Vassili Govoroukhine
- Alexeï Gribov : Konstantin Voronov
- Tamara Tchernova : Nadejda Voronova
- Oleg Solus : Vadim Beletski alias Otto Fux, espion allemand
- Nikolai Mordvinov : Kojine, chef des partisans
- Vladimir Dorofeïev : Kapiton Kapitonovitch, vétérinaire
- Kapan Badyrov : Khakim, partisan
- Sergueï Bobrov : Prokhor Ilitch, directeur du haras
- Oleg Pototski : Kolia Deviatkine
- Gueorgui Goumilevski : employé du haras
- Rostislav Pliatt : Von Schwalbe, officier allemand
- Grigori Spiegel : Schultze, ordonnance
- Nina Grebechkova : amie de Nadejda Voronova (non crédité)
- Leonid Kmit : juge aux courses hippiques (non crédité)
- Gueorgui Milliar : allemand à l'harmonica (non crédité)
- Evgueni Morgounov : épisode (non crédité)
- Pavel Vinnik : Serioja